# Ligne de la bifurcation de Neuville à Cergy-Préfecture
La ligne de la bifurcation de Neuville à Cergy-Préfecture, parfois plus simplement dite ligne de Cergy est une ligne ferroviaire du Val-d'Oise, en Île-de-France, d'une longueur de douze kilomètres. Elle constitue la ligne no 326000 du réseau ferré national.
Elle constitue un débranchement mis en service le 31 mars 1979 de la ligne d'Achères à Pontoise, destiné à desservir la ville de Cergy et le nouveau centre administratif du Val-d'Oise. D'abord prolongée à Cergy-Saint-Christophe le 29 septembre 1985, elle atteint finalement Cergy-le-Haut le 29 août 1994.
La ligne est desservie par les trains du réseau Transilien Paris-Saint-Lazare (ligne L) et, depuis le 29 mai 1988, par ceux de la ligne A du RER.

## Histoire

### Chronologie
- 31 mars 1979 : ouverture de la ligne jusqu'à Cergy-Préfecture ;
- 29 septembre 1985 : première extension à Cergy-Saint-Christophe ;
- 29 mai 1988 : mise en service de l'interconnexion ouest et desserte par la ligne A du RER ;
- 29 août 1994 : seconde extension à Cergy-le-Haut, ouverture de la gare de Neuville-Université ;
- 26 août 2019 : réaménagement à Cergy-le-Haut avec l'ajout d'une quatrième voie à quai.

### Création de la ligne
La construction de la ville nouvelle de Cergy-Pontoise, nouveau centre administratif du Val-d'Oise, nécessitait sa desserte par une liaison ferrée. Cependant, le projet de RER reliant Cergy à Paris et Trappes proposé au schéma directeur de 1965 est rapidement abandonné. 
En 1971, une liaison entre Cergy et La Défense par l'aérotrain de Jean Bertin est annoncée. La ligne, longue de 22,9 km, doit relier sans arrêt les deux pôles en une dizaine de minutes. Les dix-sept rames pourront atteindre la vitesse de 180 km/h et seront propulsées par un moteur linéaire. Toutefois, les difficultés rencontrées dans la mise au point de cette technologie font planer l'incertitude sur les délais de réalisation, ce qui conduit finalement à son abandon par l'État en juillet 1974.
À la suite de l'annulation de l'aérotrain, deux solutions ferroviaires classiques sont de nouveau étudiées :
- une liaison depuis Paris-Gare-du-Nord impliquant la construction d'une ligne nouvelle se débranchant du réseau de la banlieue nord à Pierrelaye ;
- une liaison depuis Paris-Saint-Lazare via Achères, par la construction d'un raccordement entre Nanterre-Université et Houilles - Carrières-sur-Seine et le débranchement d'un nouveau tronçon à partir de Neuville-sur-Oise.

La deuxième solution est retenue et déclarée d'utilité publique par décret le 26 avril 1976. Elle permet de prolonger les trains du groupe III de la banlieue Saint-Lazare qui, depuis le transfert de la ligne de Saint-Germain-en-Laye au RER A en 1972, faisaient provisoirement terminus à Nanterre-Université.
La ligne nouvelle de 12 km est essentiellement établie en surface. L'ouvrage principal à construire est le viaduc de Neuville qui franchit l'Oise. La section terminale souterraine aboutissant à Cergy est construite selon la méthode de la tranchée couverte.
La ligne est mise en service le 31 mars 1979 et connaît un succès immédiat. Elle est en correspondance avec la ligne A du RER à la gare de Nanterre-Université.

### Une première extension
Le schéma directeur d'aménagement et d'urbanisme (SDAU) de 1976 prévoit le prolongement de la ligne de Cergy en forme de crosse afin d'accompagner l'urbanisation de la ville nouvelle, pour à terme former une boucle longeant à distance le cours de l'Oise et se raccorder en amont de la bifurcation de Neuville.

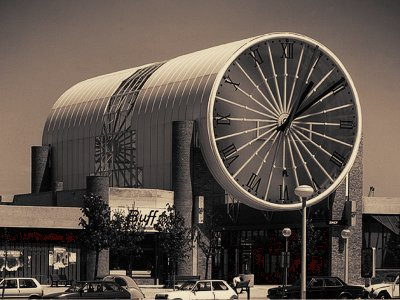
La gare de Cergy-Saint-Christophe avec ses deux horloges.

Cette extension est déclarée d'utilité publique par décret le 7 juillet 1982.
L'urbanisation de Cergy provoque une première extension de la ligne de quatre kilomètres, mise en chantier en 1983. Le tronçon à double voie est établi en tranchée couverte dans le prolongement de la gare de Cergy-Préfecture, et se poursuit en tranchée ouverte afin d'en limiter les nuisances sonores et d'en faciliter l'insertion. Apte à 120 km/h et en rampe de 33,5 mm/m, il atteint la nouvelle gare de Cergy-Saint-Christophe, dont le bâtiment voyageurs, édifié au-dessus des voies, fait l'objet d'une grande recherche architecturale avec ses deux horloges monumentales devenues célèbres. La gare comprend deux voies à quai de 225 m de longueur, les voies s'achevant en arrière-gare par deux tiroirs de garage. L'ensemble est placé sous la dépendance d'un petit poste d'aiguillage tout relais à transit souple (PRS), destiné à télécommander celui de Cergy-Préfecture. 
Le prolongement est ouvert le 29 septembre 1985 et desservi depuis Paris Saint-Lazare, à raison d'un train toutes les 15 minutes aux heures de pointe et toutes les 30 minutes aux heures creuses, après 35 minutes de trajet. La fréquentation de la nouvelle gare est d'emblée excellente. La réouverture de la gare de Conflans-Fin-d'Oise, sur la ligne d'Achères à Pontoise, intervient en parallèle, et permet aux trains Paris – Cergy de donner correspondance à ceux de la ligne de Paris-Saint-Lazare à Mantes-Station par Conflans-Sainte-Honorine.

### L'interconnexion ouest
Le schéma directeur est révisé en 1976 et réaffirme l'importance des villes nouvelles et de la desserte par le RER. L'interconnexion ouest, c'est-à-dire la desserte de la ligne de Cergy par la ligne A du RER, est déclarée d'utilité publique en avril 1984. Elle a pour objectif principal de relier la ville nouvelle de Cergy-Pontoise au quartier d'affaires de La Défense, et de favoriser une meilleure diffusion des voyageurs dans Paris. La nouvelle liaison nécessite la création de voies de raccordement et de travaux de capacité sur l'axe Paris - Mantes-la-Jolie (groupe V de Paris-Saint-Lazare).
Un nouveau tronçon, pour l'essentiel en viaduc, constitue la ligne de Nanterre-Université à Sartrouville. Il est réalisé entre la gare de Nanterre-Préfecture, remodelant l'amorce du débranchement abandonné de la ligne A du RER vers Montesson, et la ligne de Paris-Saint-Lazare au Havre à Houilles, avec une traversée de la Seine. Cette dernière voit sa capacité augmentée par la pose d'une quatrième voie entre Sartrouville et Maisons-Laffitte. Parallèlement, un faisceau de remisage pour les rames RATP est établi sur le triage d'Achères. L'interconnexion est ouverte au public le 29 mai 1988.

### La desserte de Cergy-le-Haut
L'urbanisation des quartiers hauts de Cergy au début des années 1990, destinés à accueillir à terme 35 000 habitants, provoque un deuxième allongement de la ligne de Cergy. Un prolongement de 2 400 mètres à double voie, en tranchée couverte afin de limiter les nuisances sonores pour les riverains, est mis en chantier. La ligne est en rampe de 25 mm/m, puis 6 et 9,5 mm/m. Un bâtiment voyageurs est établi sur dalle à l'image de la gare précédente et trois voies à quai sont aménagées, prolongées par des tiroirs de manœuvre en arrière-gare. En conséquence du prolongement, la jonction croisée située en aval des quais de Cergy - Saint-Christophe devenue inutile est déposée. Un nouveau poste d'aiguillage à relais à commande informatique (PRCI), télécommandé depuis Cergy - Saint-Christophe, est mis en service le 9 juillet 1994. Le court prolongement de Cergy-Saint-Christophe à Cergy-le-Haut est ouvert le 29 août 1994,.
De 2017 à 2019, des travaux ont eu lieu à Cergy-le-Haut afin d'aménager une quatrième voie à quai, dont le gros-œuvre existait depuis la construction de la gare. Chiffrés à 25 millions d'euros, ils ont permis d'améliorer l'exploitation des lignes A et L en offrant la possibilité de garer une rame supplémentaire. L'opération a consisté en la pose de la voie et des caténaires ainsi que la création d'un mur de soutènement de 180 m à l'entrée de la gare.

## Caractéristiques

### Tracé
La ligne de la bifurcation de Neuville à Cergy-Préfecture se débranche de la ligne d'Achères à Pontoise au sud de la commune de Neuville-sur-Oise, les deux voies se séparant de part et d'autre. Après la gare de Neuville-Université, la ligne se poursuit vers le nord et franchit l'Oise par un long viaduc en béton. Après avoir longé la rive droite de la rivière, en talus, elle s'incurve vers le nord-ouest et plonge en souterrain sur un kilomètre avant d'atteindre la gare de Cergy-Préfecture. Après un kilomètre et demi, la ligne retrouve l'air libre et se dirige en tranchée vers le quartier Saint-Christophe, desservi par la gare de Cergy-Saint-Christophe. Elle atteint son terminus un kilomètre plus loin à la gare de Cergy-le-Haut, tracé qui s'achève par des voies de garage.

### Ouvrages d’art
Le viaduc biais sur l'Oise, long de 602 mètres, et la tranchée couverte de Cergy-Préfecture constituent les deux principaux ouvrages d'art de la ligne.

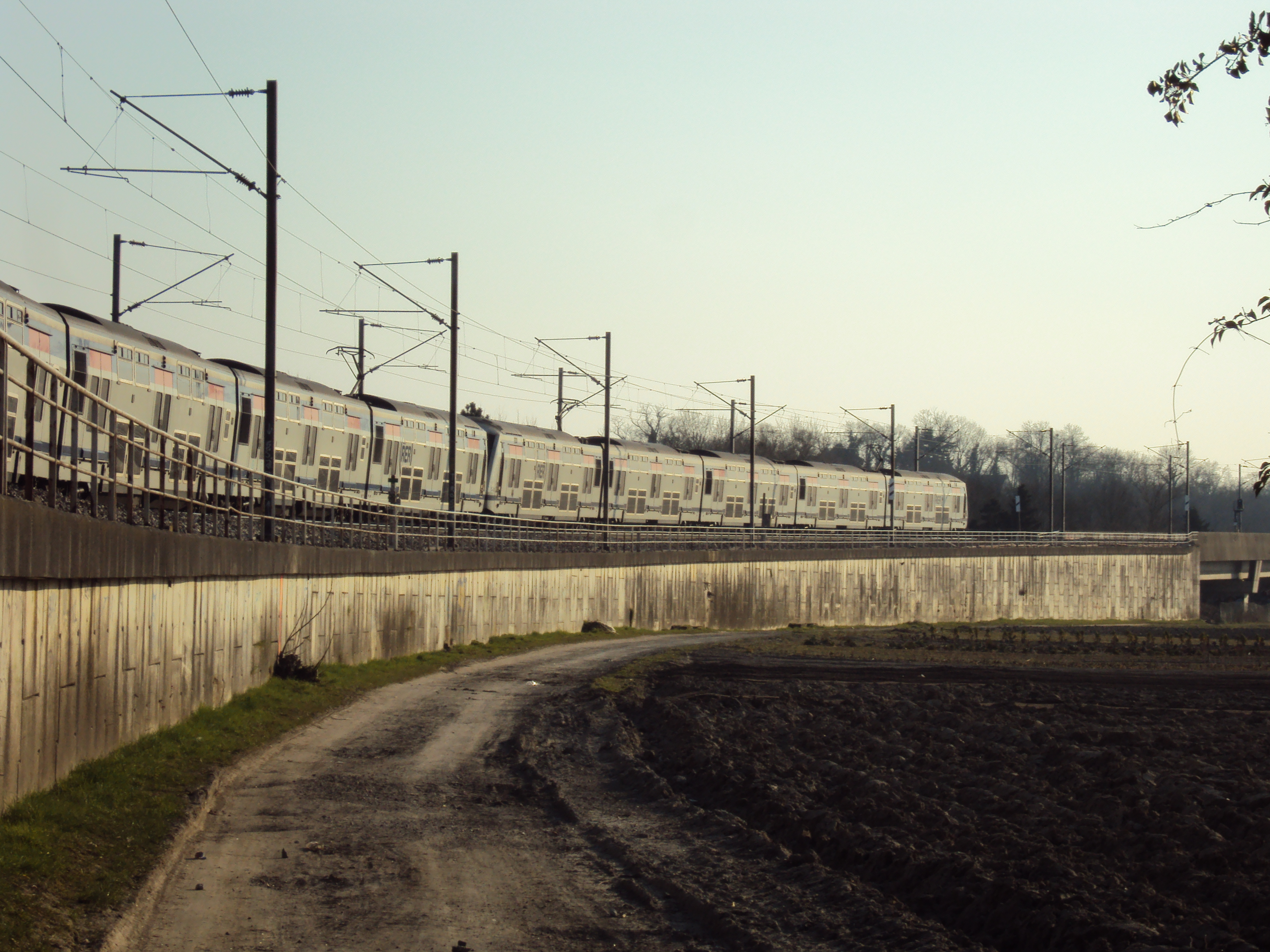
Train dans la rampe d'accès au viaduc.
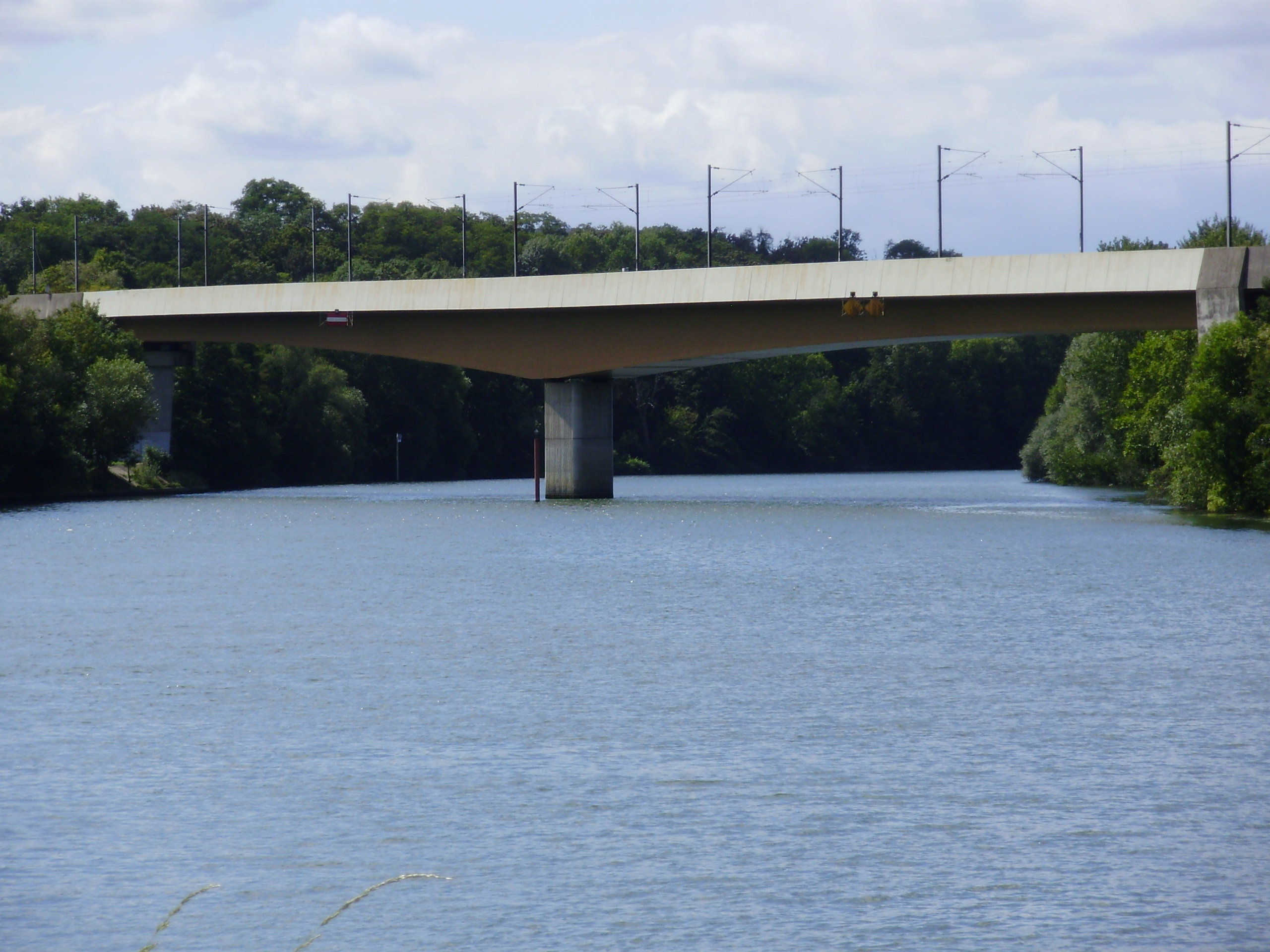
Viaduc sur l'Oise depuis le chemin de halage à Éragny.

### Équipement
La ligne est électrifiée comme tout le réseau Saint-Lazare en 25 kV-50 Hz monophasé, équipée du block automatique lumineux, du contrôle de vitesse par balises (KVB) et d'une liaison radio sol-train sans transmission de données avec identification.

### Vitesses limites
Les vitesses limites de la ligne en 2012 pour les automotrices et les trains V 120, en sens impair, sont indiquées dans le tableau ci-dessous ; toutefois, les trains de certaines catégories, comme les trains de marchandises, sont soumis à des vitesses limites plus faibles.
| De                      | À                | Limite   |
| ----------------------- | ---------------- | -------- |
| Bifurcation de Neuville | Cergy-Préfecture | 100 km/h |
| Cergy-Préfecture        | Cergy-le-Haut    | 90 km/h  |

## Exploitation
La ligne est exploitée actuellement par la SNCF sous le label Transilien.

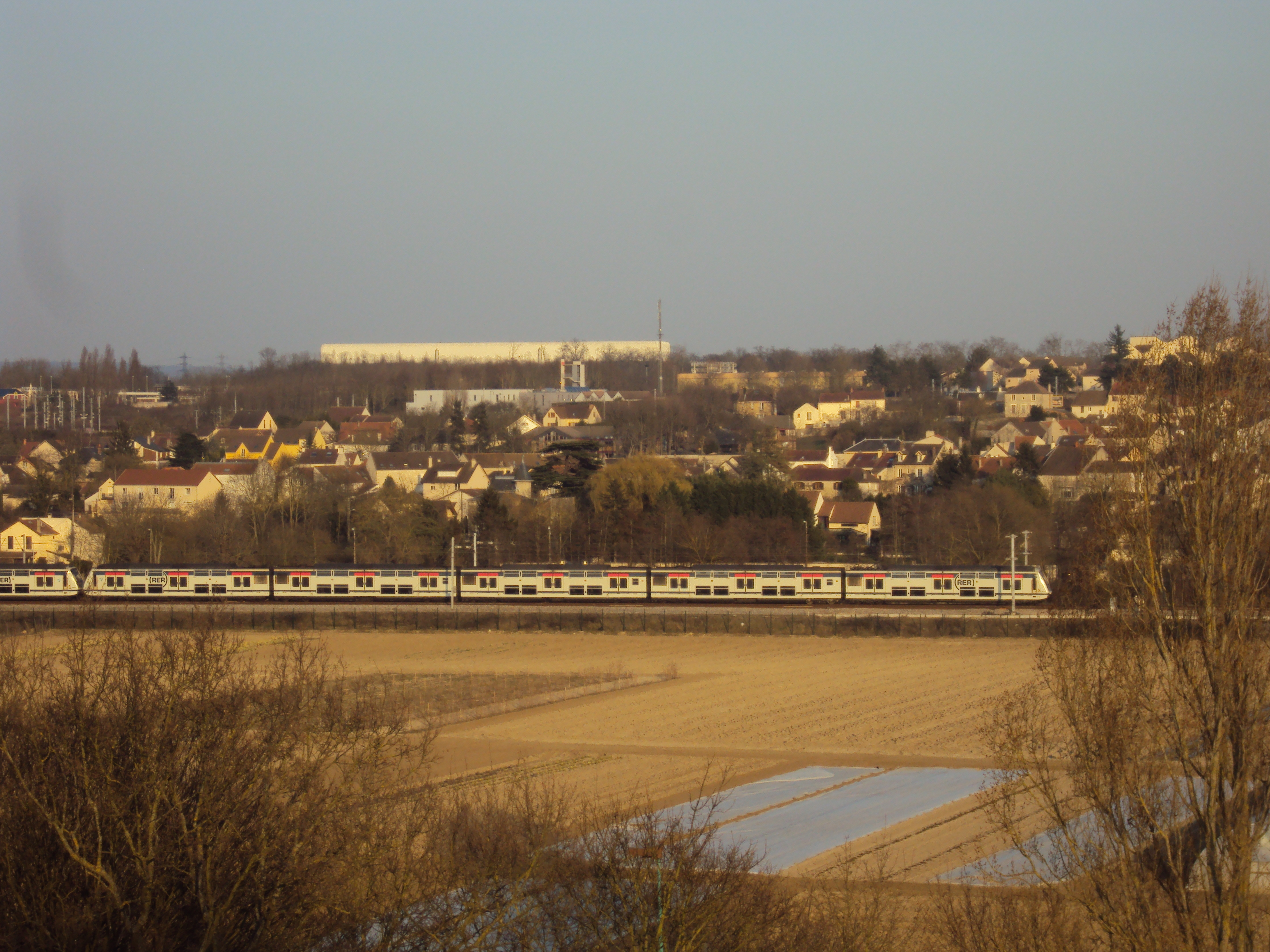
Train sur la ligne.
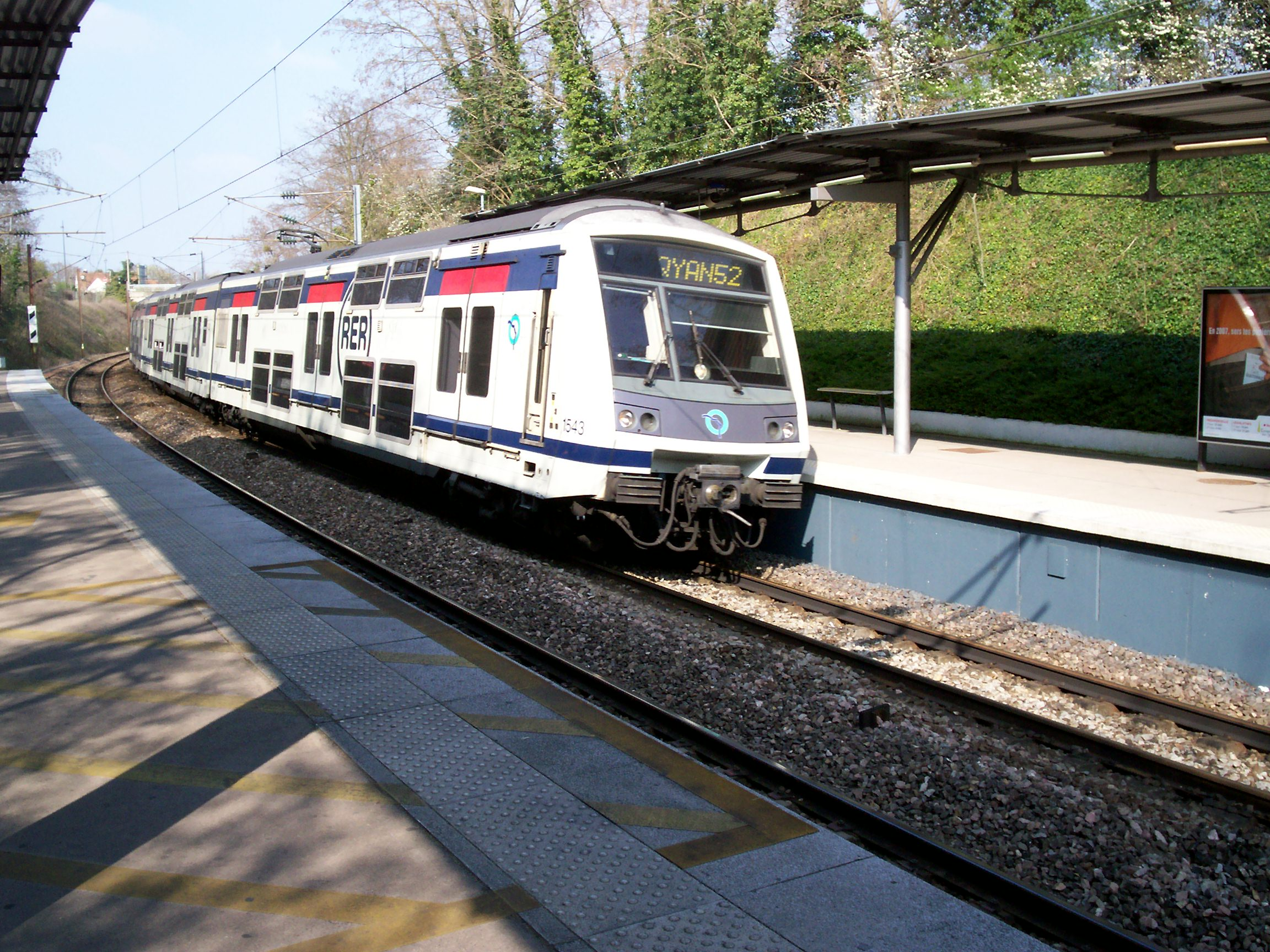
Un MI 2N Altéo entre en gare de Neuville-Université.
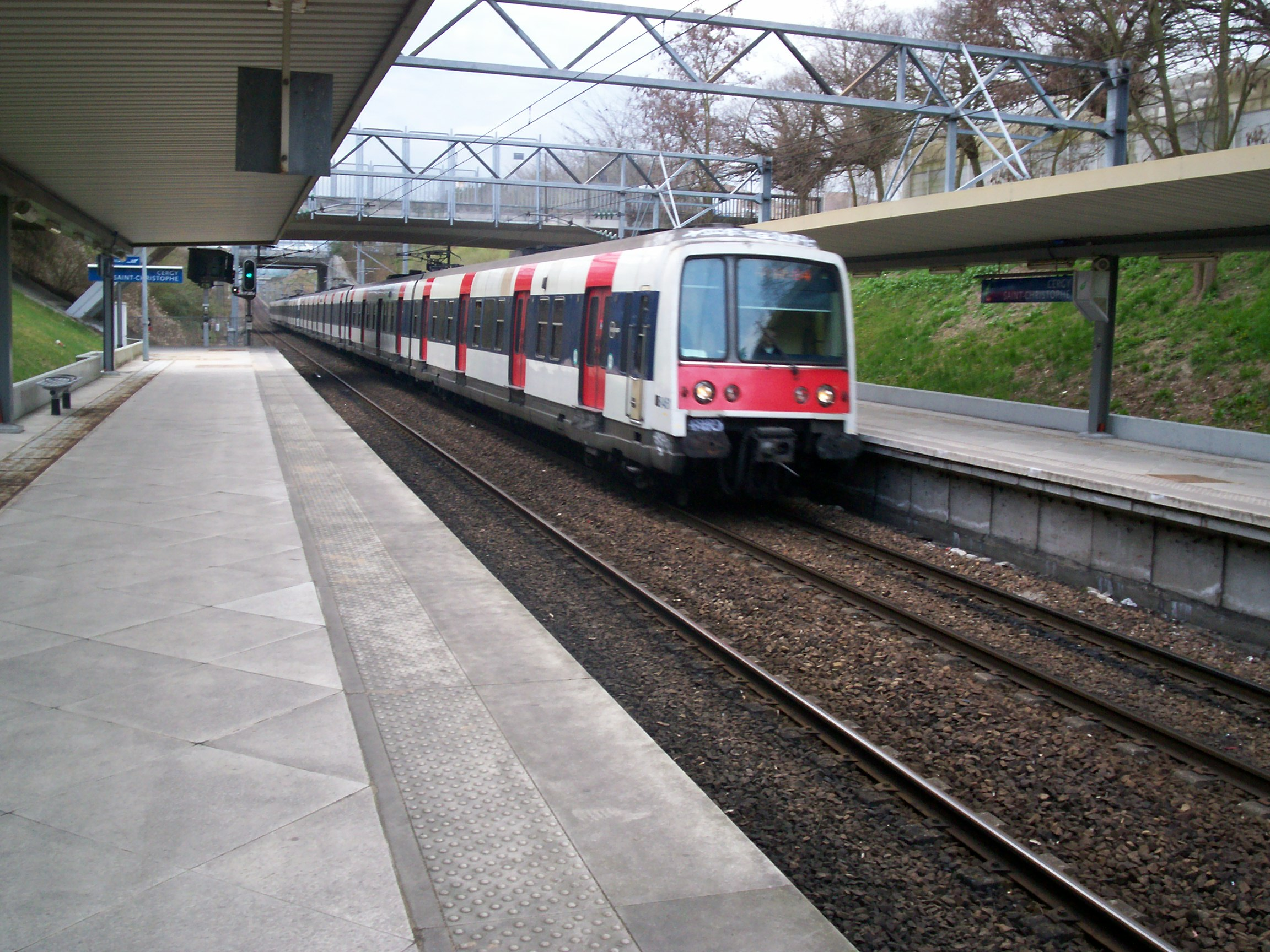
Un MI 84 entre en gare de Cergy-Saint-Christophe.